# ولاية بسكرة
34°51′00″N 5°43′59″E / 34.85°N 5.733°E
ولاية بسكرة (بالأمازيغية :ⵜⴰⵎⵏⴰⴹⵏ ⵏ ⴱⵉⵙⴽⵔⵜ)، هي ولاية تقع بالجهة الجنوبية الشرقية من الجزائر تبعد عن عاصمة البلاد 400 كلم.

## اللقب
تلقب الولاية بعروس الزيبان وبوابة الصحراء الكبرى.

## الموقع الجغرافي
تعد ولاية بسكرة بمثابة همزة الوصل بين الشرق والغرب والشمال والجنوب بفضل موقعها في الجهة الجنوبية الشرقية من الجزائر، تقع بسكرة بوابة الصحراء في الجنوب الشرقي للجزائر على ارتفاع 112 م من سطح البحر الأبيض المتوسط هذا ما يجعلها من بين المدن الأكثر انخفاضا في الجزائر.

### الحدود الجغرافية
يحد ولاية بسكرة من الشمال ولاية باتنة ومن الشرق ولاية خنشلة وولاية بانتة ومن الجنوب ولايات الوادي والمغير وأولاد جلال ومن الغرب أولاد جلال والمسلية ومن الجنوب ولاية الوادي.

## التضاريس
تتميز ولاية بسكرة بتنوع تضاريسها، حيث تتمركز الجبال في الجهة الشمالية والتي تتحول بسرعة إلى سهول كلما اتجهنا إلى الجهة الجنوبية من الولاية وتنتهي بسهوب صحراوية شاسعة تنتشر بها الواحات الخصبة.

## المناخ
تعرف ولاية بسكرة مناخ صحراوي، جاف صيفا ومعتدل الشتاء يتراوح معدل تساقط الأمطار بها ما بين 120 و150 مل/ل في السنة ودرجة حرارة متوسطة تقدر بـ 20.9 درجة علي مدار السنة.

## المساحة والكثافة السكانية
تتربع ولاية بسكرة على مساحة إجمالية تقدر بنحو 21٬671 كلم 2. وتضم 33 بلدية موزعة على 12 دائرة إدارية يقطنها 633 234 نسمة وبكثافة سكانية بمعدل 28 ساكن لكل كلم. ويقدر تعداد السكان المشتغلين بـٍ88 083 منهم 22 902 في الفلاحة و65 181 في قطاعات أخرى. وهي بذلك من أكبر الولايات الجنوبية.

## السكان
| ذكور   | فئة عمرية     | إناث   |
| ------ | ------------- | ------ |
| 1٬330  | 85 سنة وأكثر  | 1٬235  |
| 1٬785  | 80 إلى 84 سنة | 1٬627  |
| 3٬862  | 75 إلى 79 سنة | 3٬600  |
| 4٬523  | 70 إلى 74 سنة | 4٬575  |
| 5٬354  | 65 إلى 69 سنة | 5٬387  |
| 5٬735  | 60 إلى 64 سنة | 5٬817  |
| 9٬316  | 55 إلى 59 سنة | 8٬736  |
| 12٬734 | 50 إلى 54سنة  | 12٬680 |
| 15٬767 | 45 إلى 49 سنة | 16٬049 |
| 18٬823 | 40 إلى 44 سنة | 18٬974 |
| 22٬046 | 35 إلى 39 سنة | 22٬705 |
| 25٬617 | 30 إلى 34 سنة | 25٬829 |
| 34٬082 | 25 إلى 29 سنة | 33٬602 |
| 39٬897 | 20 إلى 24 سنة | 39٬787 |
| 42٬980 | 15 إلى 19 سنة | 40٬846 |
| 41٬516 | 10 إلى 14 سنة | 39٬940 |
| 37٬527 | 5 إلى 9 سنوات | 35٬585 |
| 42٬031 | 0 إلى 4 سنوات | 39٬153 |
| 115    | غير معروف     | 189    |

## تعداد سكان دوائر وبلديات بسكرة
حسب بيانات ولاية بسكرة سنة 2015 

### الدوائر
| الدائرة            | البلديات                                      | عدد السكان (نسمة) |
| ------------------ | --------------------------------------------- | ----------------- |
| دائرة بسكرة        | بسكرة، الحاجب                                 | 256 829           |
| دائرة أولاد جلال   | أولاد جلال، الدوسن، الشعيبة                   | 122 895           |
| دائرة طولقة        | طولقة، بوشقرون، ليشانة، برج بن عزوز           | 108 965           |
| دائرة سيدي خالد    | سيدي خالد، البسباس، راس الميعاد               | 90 518            |
| دائرة سيدي عقبة    | سيدي عقبة، الحوش، عين الناقة، شتمة            | 76 908            |
| دائرة أورلال       | اورلال، أوماش، مخادمةو مليلي، ليوة            | 61 073            |
| دائرة زريبة الوادي | زريبة الوادي، خنقة سيدي ناجي، المزيرعة، الفيض | 53 998            |
| دائرة فوغالة       | فوغالة، الغروس                                | 34 400            |
| دائرة جمورة        | جمورة، البرانيس                               | 20 219            |
| دائرة القنطرة      | القنطرة، عين زعطوط                            | 18 080            |
| دائرة لوطاية       | لوطاية                                        | 13 297            |
| دائرة مشونش        | مشونش                                         | 12 033            |

### البلديات
- بسكرة:

```
عدد السكان 244773 نسمة
```

- أولاد جلال:

```
عدد السكان 75282 نسمة
```

- طولقة:

```
عدد السكان 66479 نسمة
```

- سيدي خالد:

```
عدد السكان 51567 نسمة
```

- سيدي عقبة:

```
عدد السكان 39892 نسمة
```

- الدوسن:

```
عدد السكان 31717 نسمة
```

- زريبة الوادي:

```
عدد السكان 26141 نسمة
```

- راس الميعاد:

```
عدد السكان 26141 نسمة
```

- ليوة:

```
عدد السكان 25496 نسمة
```

- الغروس:

```
عدد السكان 19533 نسمة
```

- شتمة:

```
عدد السكان 16366 نسمة
```

- الشعيبة:

```
عدد السكان 15896 نسمة
```

- بوشقرون:

```
عدد السكان 15624 نسمة
```

- الفيض:

```
عدد السكان 15180 نسمة
```

- برج بن عزوز:

```
عدد السكان 15122 نسمة
```

- جمورة:

```
عدد السكان 14968 نسمة
```

- فوغالة:

```
عدد السكان 14867 نسمة
```

- عين الناقة:

```
عدد السكان 14324 نسمة
```

- القنطرة:

```
عدد السكان 13589 نسمة
```

- لوطاية:

```
عدد السكان 13297 نسمة
```

- البسباس:

```
عدد السكان 12810 نسمة
```

- أوماش:

```
عدد السكان 12472 نسمة
```

- الحاجب:

```
عدد السكان 12052 نسمة
```

- مشونش:

```
عدد السكان 12033 نسمة
```

- ليشانة:

```
عدد السكان 11740 نسمة
```

- مزيرعة:

```
عدد السكان 9057 نسمة
```

- اورلال:

```
عدد السكان 8863 نسمة
```

- مليلي:

```
عدد السكان 7734 نسمة
```

- مخادمة:

```
عدد السكان 6508 نسمة
```

- الحوش:

```
عدد السكان 6326 نسمة
```

- البرانيس:

```
عدد السكان 5251 نسمة
```

- عين زعطوط:

```
عدد السكان 4491 نسمة
```

- خنقة سيدي ناجي:

| 3620 نسمة
|}

## البنية التحتية

### شبكة الطرقات
تتخلل ولاية بسكرة شبكة طرقات طولها 2389,74 كلم موزعة على النحو التالي:
- 550,10 كلم طرق وطنية
- 482,70 كلم طرق وطنية
- 1356,94 كلم طرق بلدية منها 797,40 كلم غير معبدة

## النقل

### شبكة السكك الحديدية
يقطع ولاية بسكرة خط السكة الحديدية من الشمال إلى الجنوب بطول 130.13 كلم تتخلله ثلاثة محطات منها واحدة رئيسية ببسكرة واحدة في الوطاية والأخرى في القنطرة، يساهم هذا الخط في تنشيط الحركة الاقتصادية بين عدة ولايات من الجنوب الشرقي والشمال وقد قدرت الحمولة المنقولة سنة 2010 بـ 7092 طن ذهابا و276957 طن إيابا.

### شبكة النقل الجوي
يعتبر مطار بسكرة أول ميناء جوي بإفريقيا حيث سجلت به أول رحلة سنة 1913 وهو يعرف توسعا باستمرار سواء في حركة خطوطه الداخلية أو الخارجية.

## الصحة
- مستشفى بشير بناصر (بسكرة)
- مستشفى الحكيم سعدان (بسكرة)
- مستشفى ولاد جلال
- مستشفى طولقة.

## الشبكة الكهربائية
- نسبة الربط بالشبكة الكهربائية 92.93%
- نسبة التغطية بغاز المدينة 58.1%

## شبكات المياه
ولعل مايزيد من تعزيز فرص الاستثمار في الولاية هو توفرها على موارد مائية جد معتبرة تقدر ب 820 مليون متر مكعب موزعة على النحو التالي:
المياه الصالحة للشرب والتطهير:
- نسبة الربط بشبكة المياه الصالحة للشرب 92%.
- نسبة شبكة التطهير 90%.
- المياه السطحية: 22 مليون متر مكعب مصدرها
- سد منبع الغزلان.
- سد فم الغرزة.
- المياه الجوفية:

798 مليون متر مكعب.

## البيئة
تضم ولاية بسكرة مركزين للردم التقني للنفايات علي مستوى أولاد جلال وبسكرة بالإضافة إلى ذلك مفرغة عمومية مراقبة على مستوي القنطرة.

## السياحة

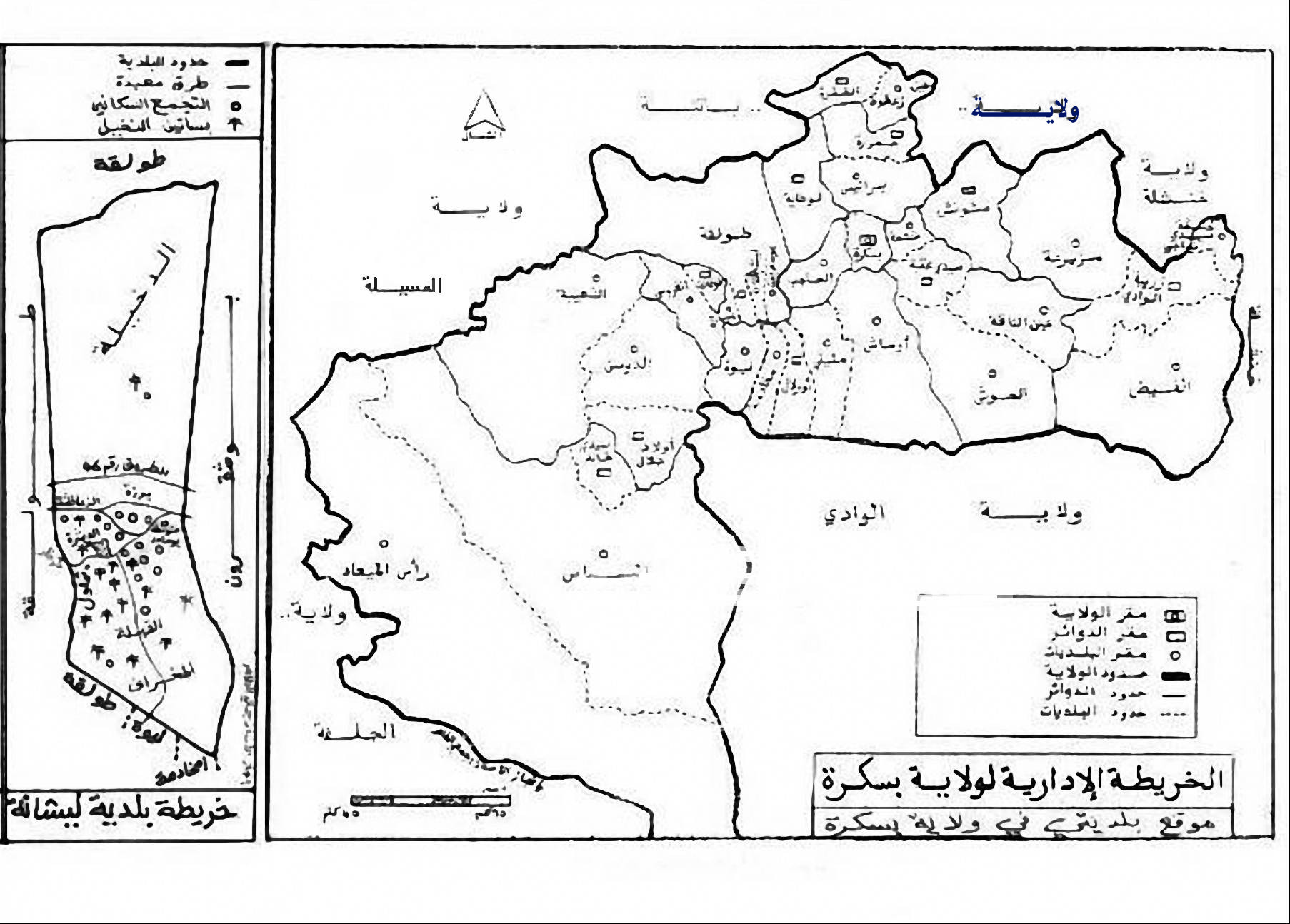
خريطة ولاية بسكرة

تتنوع موارد ولاية بسكرة بين الثروات الطبيعية الخام والإمكانيات المادية والبشرية حيث تمثل المناطق المؤهلة كمناطق للتوسع السياحي، المناظر الطبيعية، المواقع الأثرية، الشطوط، السدود، الينابيع الحموية والحمامات المعدنية ركائز ساعدت على تنمية قطاع السياحة والوصول به لتقديم خدمات ذات نوعية راقية وتفتح باب الاستثمار تبعا لإستراتيجية ترقوية مسطرة تهدف إلى تشجيع الاستثمار ودفعه نحو العالمية مع المحافظة على الإرث الطبيعي الحضاري، ولتجسيد الإجراءات الرامية إلي تنفيذ هذه السياسة للاستثمار في قطاع السياحة استفادت ولاية بسكرة من عدة عمليات أهمها:
- عملية تجديد وإعادة تهيئة المواقع السياحية القديمة كالقصور والمداشر التي تعد كنوزا تاريخية
- إعداد مخطط ترقوي سياحي لكامل تراب الولاية
- تهيئة الينابيع الحموية الغير مستغلة المنتشرة عبر الولاية
- استفادة ولاية بسكرة من عملية تحديد وتهيئة خمس مناطق للتوسع السياحي

تتوفر ولاية بسكرة على 5 فنادق مصنفة بطاقة استيعاب إجمالية قدرها 767 سرير وسبعة فنادق غير مصنفة بطاقة استيعاب إجمالية قدرها 474 سرير.
المناطق السياحيه:
- برج الترك
- الآثار الرومانية
- المنقوشات الحجرية
- جامع سيدي عقبة
- سد فم الغرزة
- القنطرة
- إطلالة على غوفي بين بسكرة وباتنة
- جنان لندو
- جنان بايلك
- مشونش
- التجهيزات السياحية المتمثلة في نزل الزيبان، سوق للمنتجات التقليدية، دار الثقافة، الصناعات الحرفية، الكثبان الرملية

بالإضافة إلى السمعة الوطنية التي تمتاز بها من ناحية الماكولات المشهورة بها وهي الشخشوخة البسكرية –الدوبارة − المحاجب والمحكوك (المروقي)

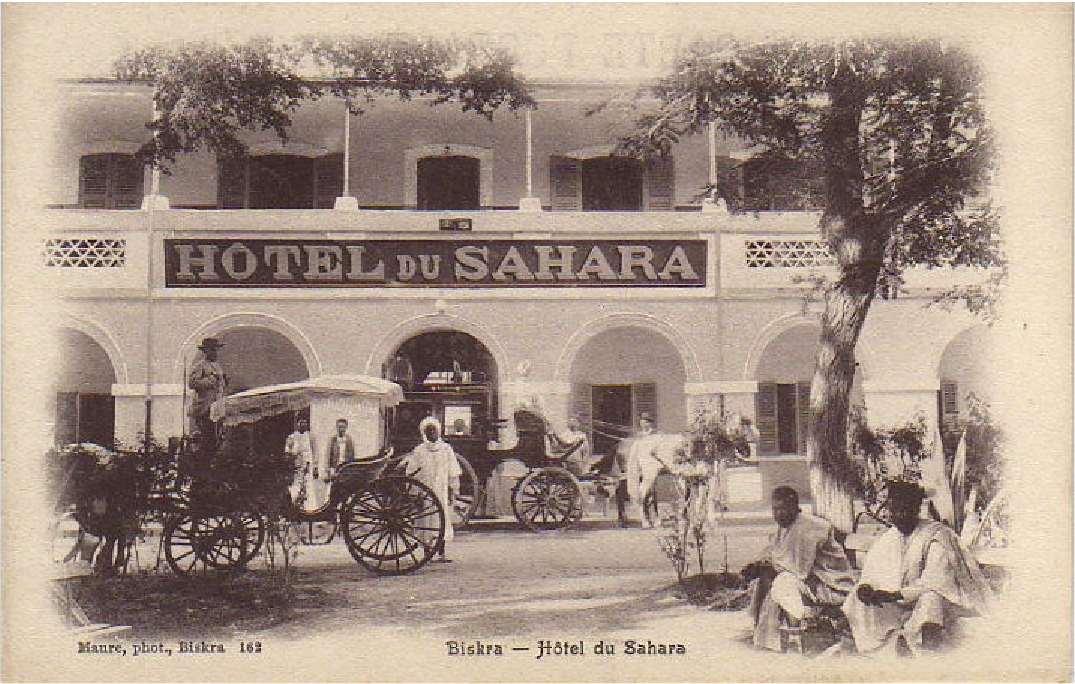
مقر بلدية بسكرة قبل 1962.
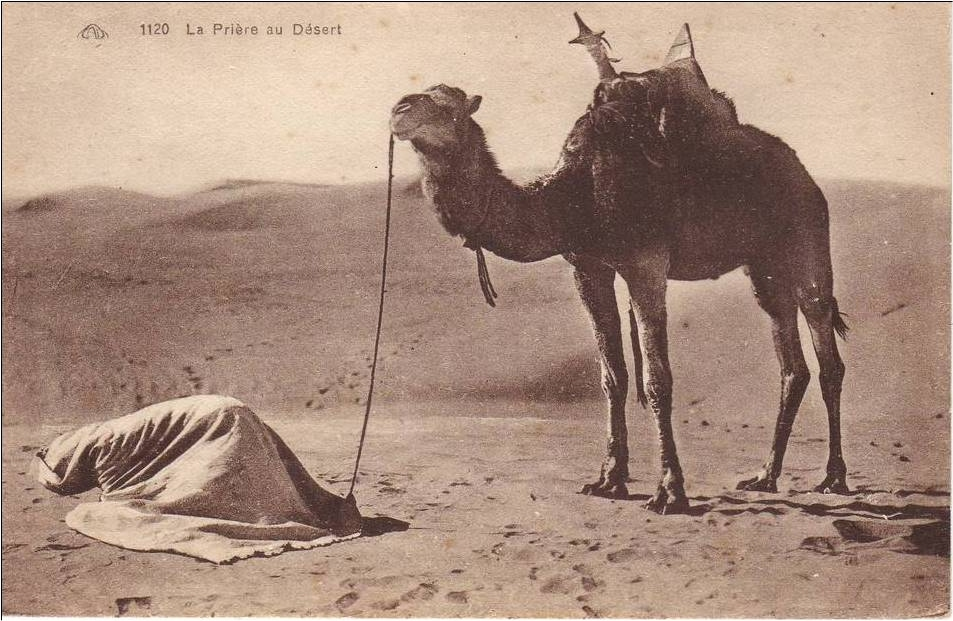
بسكرة: الصلاة في الصحراء.
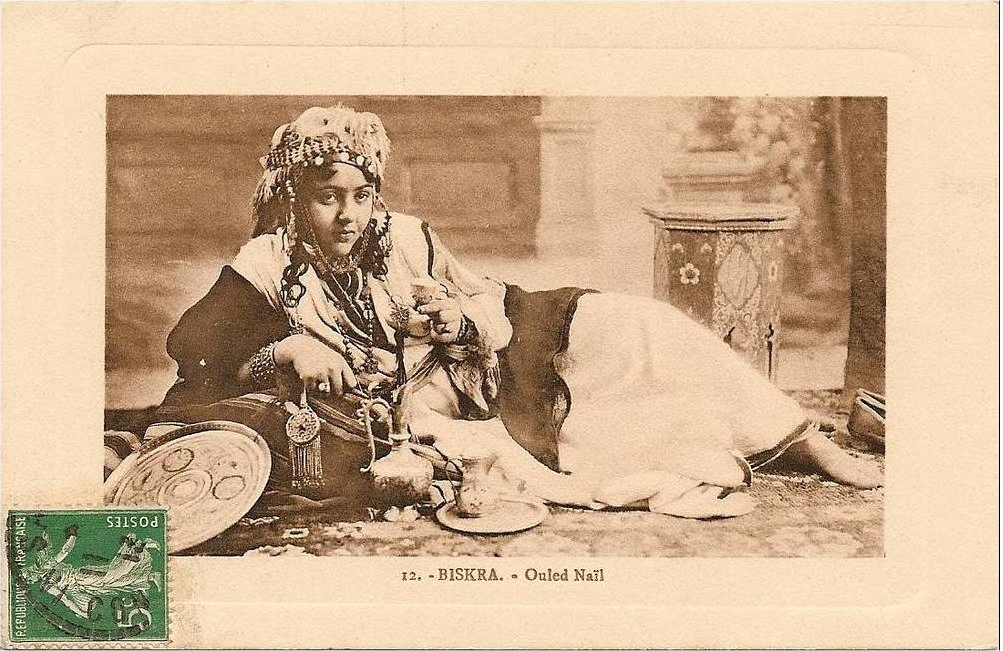
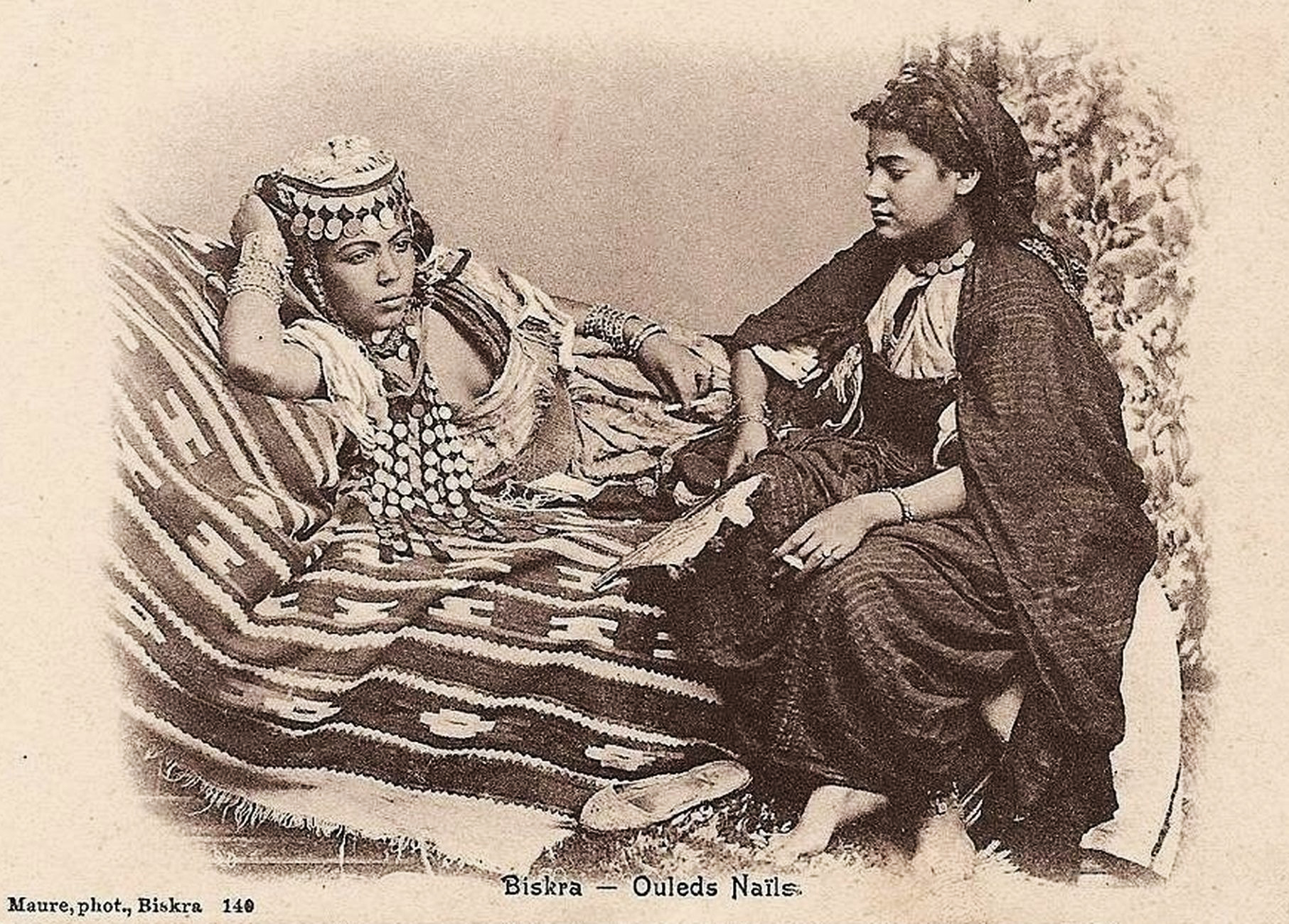

### فنادق المدينة
يوجد الكثير من الفنادق والتي تتسع للكثير من النزلاء والسياح، وهي تمتلئ وتزدحم بالزوار وخاصة في أيام الإجازات والحفلات ومن هذه الفنادق فنادق قديمة ولم تعد في الخدمة
- الفندق الملكي (روايال)
- فندق نايل زكريا
- فندق فيكتوريا
- فندق الصحراء
- فندق الواحات
- فندق الزيبان
- فندق النخلة
- فندق الشرق
- فندق الحاج الشاوي
- فندق محطة القطار
- فندق تارمنيس
- فندق قندوز
- فندق ترانزيت
- فندق القائد
- فندق ذياب
- فندق المنصور
- فندق رويال (بالعالية) فندق القدس فندق موريس لابان

### المسرح في مدينة بسكرة
يرجع تاريخ المسرح في المدينة إلى بداية القرن العشرين، ومن أقدم رواد الحركة المسرحية الشاعر أبو القاسم خمار الذي كان يكتب في الجرائد الأجنبية آنذاك، وهو أول من كتب مسرحية عن الكاهنة وكان معه الشاعر الأمين العمودي والشاعر محمد العيد آل خليفة وأسطورة الثورة الجزائرية العربي بن مهيدي، كان الازدهار الفعلي للمسرح في بسكرة بشكل خاص من بداية العشرينات حتى اندلاع الثورة الجزائرية عام 1954، بعد استقلال الجزائر عام 1962 برزت جمعية الأمل التمثيلي التي تأسست عام 1963 على يد محمد بكوش وبوبكر دلباني وشخاب محمد الأمين وغيرهم. وبه جامعة محمد خيضر بسكرة.بهذا التاريخ الحافل بالأمجاد والبطولات بهذا الماضي العريق ستضل بسكرة زاخرة بمجدها وتاريخها وحضارتها التي هي جزء من تاريخ وطننا الجزائر.

### المنابع الحموية
تتوفر ولاية بسكرة على أربعة (04) محطات حموية:
- حمام الصالحين: 65 ل /ثا (43°)
- حمام البركة: 40 ل /ثا (52°)
- حمام الروضة: 05 ل /ثا (40°)
- حمام الشقة: 20 ل /ثا (27°)
- المعالم التاريخية والسياحية التي يمكن زيارتها:
- مسجد سيدي عقبة أو عقبة بن نافع
- مدينة سيدي خالد ومسجدها العتيق
- مركب حمام الصالحين
- المضايق الساحرة للقنطرة
- واد عبدي البديع
- واد لبيوض
- مضايق تيغانمين
- شرفات ومضايق غوفي الرائعة
- مضايق مشونش
- الواحات الجميلة
- غابات النخيل وزاوية طولقة.

### المطبخ البسكري
- الكسكس والذي بدوره له عدة أنواع هي: كسكس بالخضر، كسكس عسكري، كسكس مسفوف، كسكس محور، كسكس أحمر، كسكس أبيض، كسكس مرشوم، كسكس بالحليب.
- الشخشوخة وأنواعها هي: شخشوخة اللحم والكابوية وهي الأشهر والألذ، شخشوخة حمراء بالفول والحمص، شخشوخة بيضاء، وشخشوخة البصل.
- البيصار، وهو اكلة بالكيرة)الرقاق (و مرق الفول بالطماطم واللحم موسمي ياكل في فصل الشتاء.
- الحسوة لها أيضا أنواع هي: الأول بالكسرة (الرقاق) البيضاء والثاني بالكسرة الحمراء.الحسوة بالسميد وحسوة الفريك
- التشيشة (الدشيشة) وأنواعها هي: تشيشة فريك، تشيشة مرمز، بومفور شعير (مثل البرغل العراقي)، بومفور قمح (البرغل السوري)، شربة جاري.
- محجوبة: تصنع بالرقاق وبداخلها البصل والطماطم والفلفل والثوم والهريسة.
- بومهراس: تهرس الكسرة والطماطم والفلفل والثوم ويخلط الكل ويؤكل معجونا.
- الدوبارة الأكلة المفضلة في بسكرة وخاصة في شهر رمضان المبارك وهي تحضر بالفول والحمص والطماطم والفلفل وزيت الزيتون.
- المرذوخة: وهي وجبة تعرف أساسا في منطقة زريبة الوادي، وتطبخ عن طريق المهراس الخشبي، يالطماطم والكسرة، والفلفل والبصل
- البطوط: وجبة حارة جدا تكون المرخوس (كسرة خشنة أكثر من الرقاق) بها الطماطم والفلفل والثوم والقنطس.
- المشوي مع العلم أن اجود أنواع اللحوم ببسكرة والمعروفة بكبش اولاد جلال
- بومفور وهو نوع من العجائن خشنة وتأكل حارة، البركوكس أو كما يسميه أهل المنطقة العيش
- الغرايف أو البغرير، وكثير من الاكلات بالتمر مثل البراج والرفيس وغيرها.

## التربية والتكوين
التعليم الابتدائي:
تحتوي الولاية على 399 مؤسسة للتعليم الابتدائي 
التعليم المتوسط:
تقدر عدد المؤسسات التربوية في هذا الطور من التعليم بـ 130 مؤسسة بمجموع يفوق 70 الف تلميذا 
التعليم الثانوي:
تضم الولاية حاليا 58 ثانوية بعدد إجمالي للتلاميذ أكثر من 40 الف تلميذ.
58 ثانوية 
التكوين المهني:
تتوفر الولاية على شبكة متنوعة من هياكل التكوين المهني تتضمن 15 مركز للتكوين المهني ومعهدين وطنيين ومتخصصين في التكوين المهني والتمهين بطاقة استيعاب كلية مقدرة بـ4 700 منصب بيداغوجي.

### التعليم الجامعي
تضم هذه الولاية العديد من الجامعات ومؤسسات التعليم الجامعي، منها:
- جامعة محمد خيضر [5]
- كلية الحقوق والعلوم السياسية والعلاقات الدولية بسكرة.

## الصحة
تتوفر الولاية على 04 مستشفيات 32 مؤسسة عمومية للصحة الجوارية و120 قاعة علاج

## الموقع الإداري

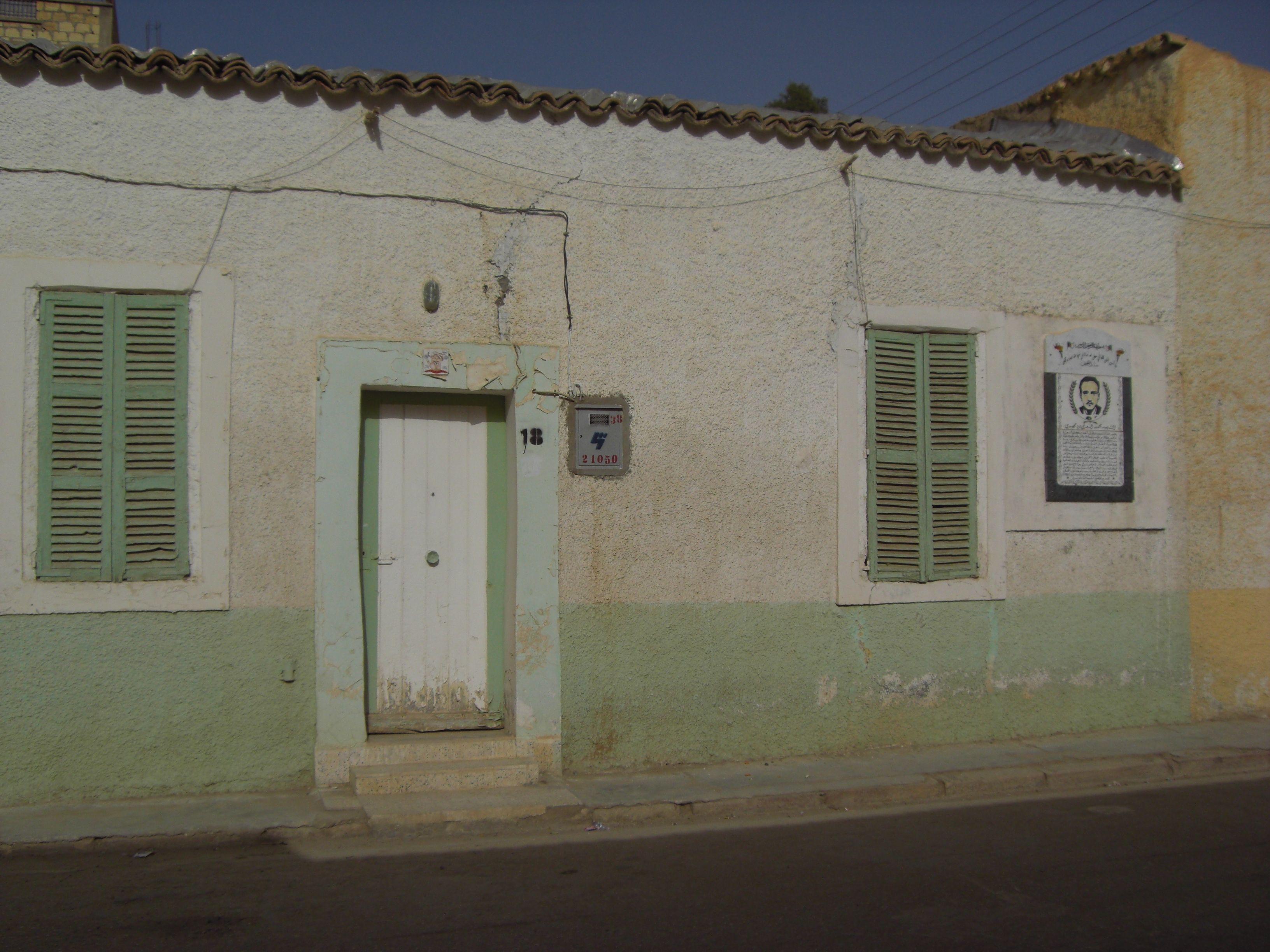
تالمنزل الذي عاش فيه العربي بن مهيدي سنين طويلة قبل أن يسافر إلى الجزائر العاصمة لمواصلة نشاطه السياسي آنذاك.
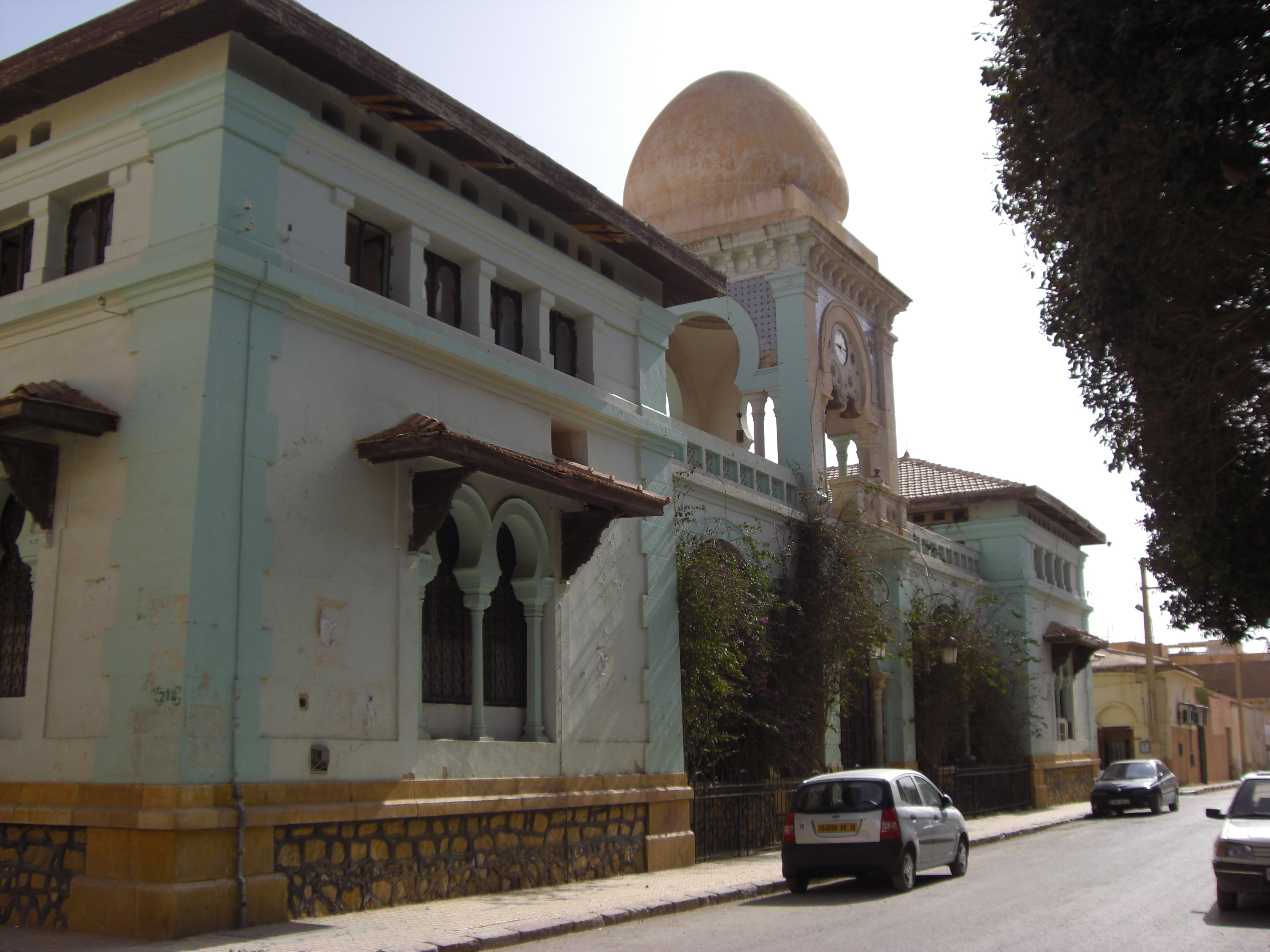
دار البلدية القديمة في بسكرة والتي يرجع تاريخ بنائها إلى عام 1896 كانت في الحقبة الاستعمارية بلدية تابعة للإدارة الفرنسية.
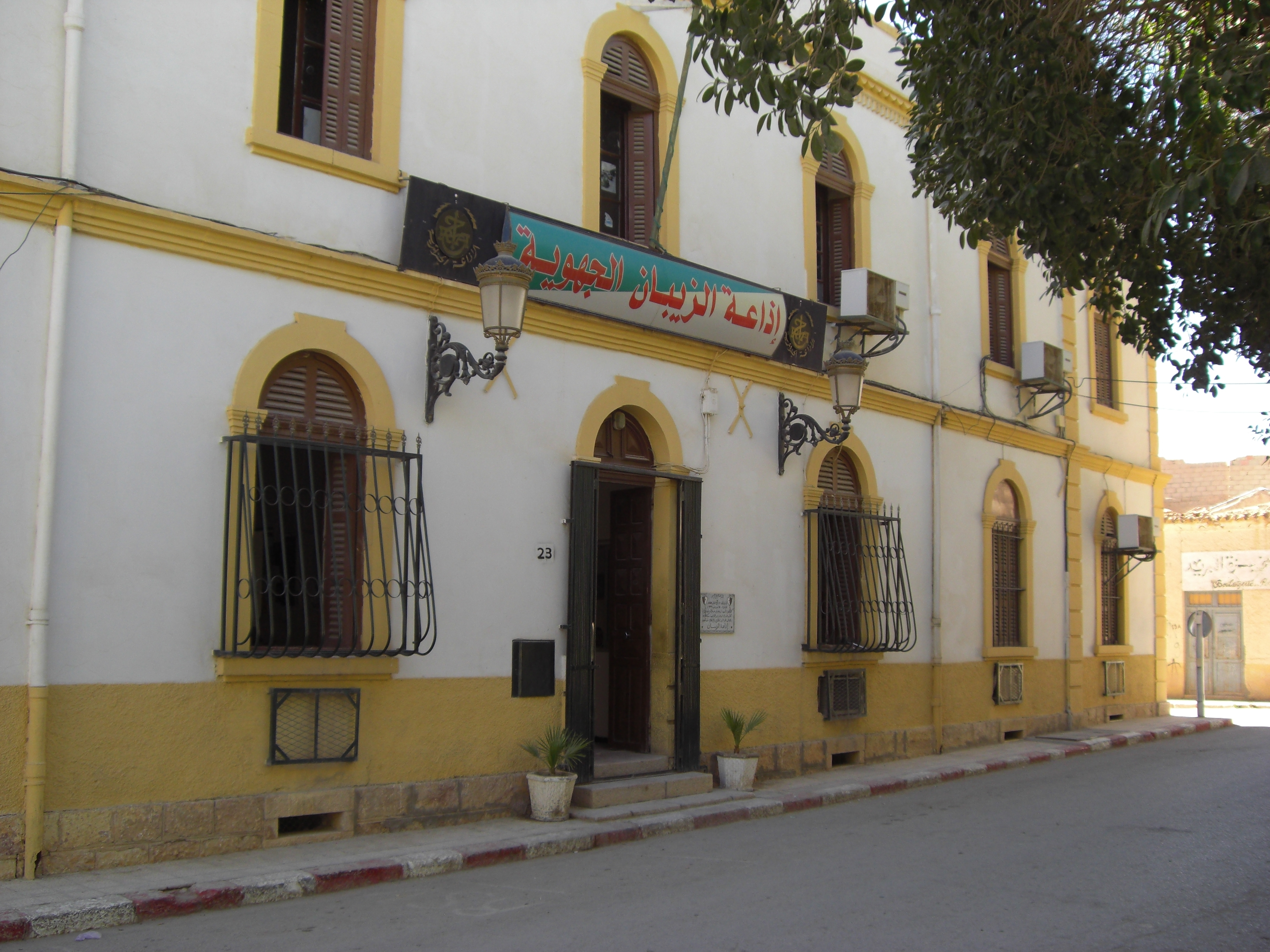
مبنى إذاعة بسكرة الجهوية كان في السابق تابعا للدرك الوطني أيام الحقبة الاستعمارية.
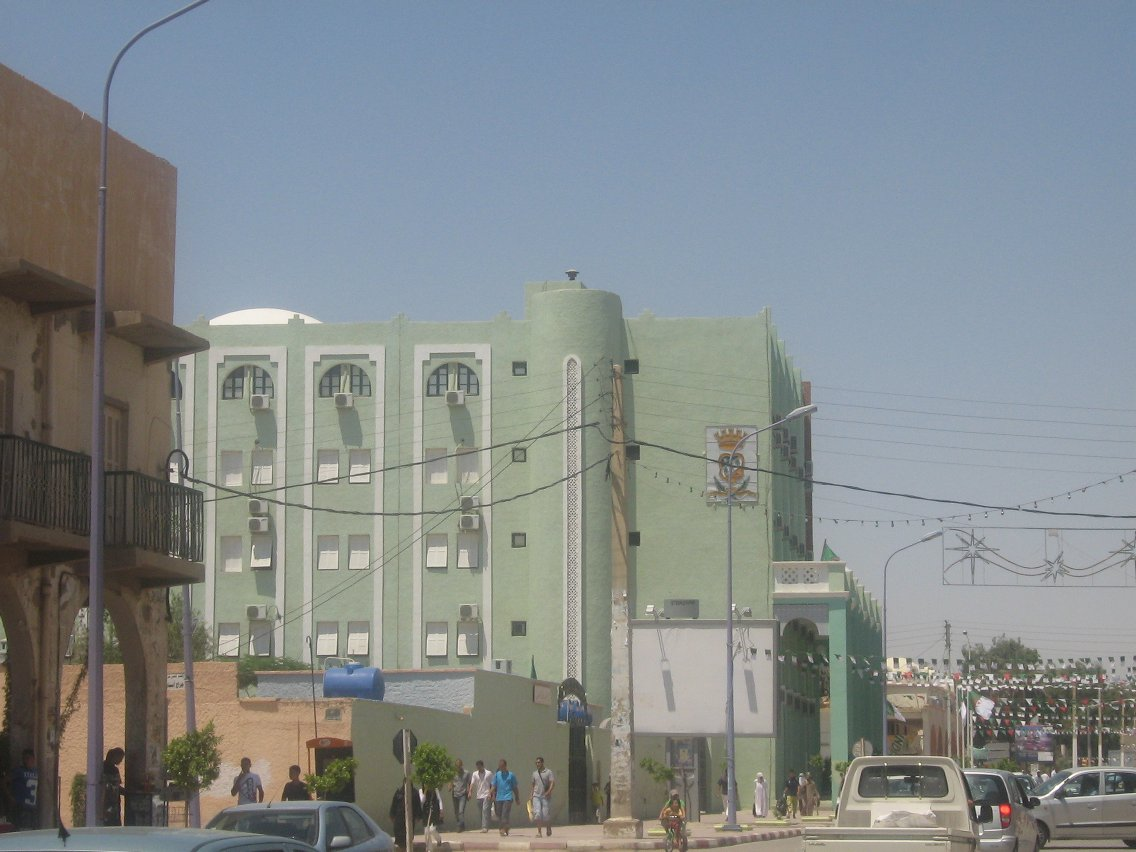
مبنى دار البلدية الحالي.

ظهرت بسكرة كبلدية بموجب قرار ماي 1878 الخاضع لقرار مجلس الشيوخ المؤرخ في 9 أفريل 1889 ؛ بعدها كان التقسيم الإداري كما يلي:
كانت بسكرة دائرة تابعة لولاية الأوراس حتى عام 1974، لترقى بعدها إلى ولاية
طبقا للقانون رقم 04-84 المؤرخ في 1984/02/04 وما يليه، أصبح التقسيم الإداري البلدي لبلدية بسكرة كما يلي:
1. بلدية الحاجب غربا
2. بلدية أوماش جنوبا
3. بلدية سيدي عقبة من الجنوب الشرقي
4. بلدية شتمة من الشرق
5. بلدية برانيس شمالا
6. بلدية لوطاية من الشمال الغربي

منظر واحة من واحات بسكرة القديمة

كما تقطع المدينة ثلاثة طرق وطنية: الطريق الوطني رقم (03) الذي يربط الشمال الشرقي بالجنوب الشرقي أي ما بين منطقة قسنطينة والوادي. الطريق الوطني رقم (46) الذي يربط المدينة بالجزائر العاصمة الطريق الوطني رقم (83) الذي يربطها بتبسة شرقا.

## خصائص المنطقة

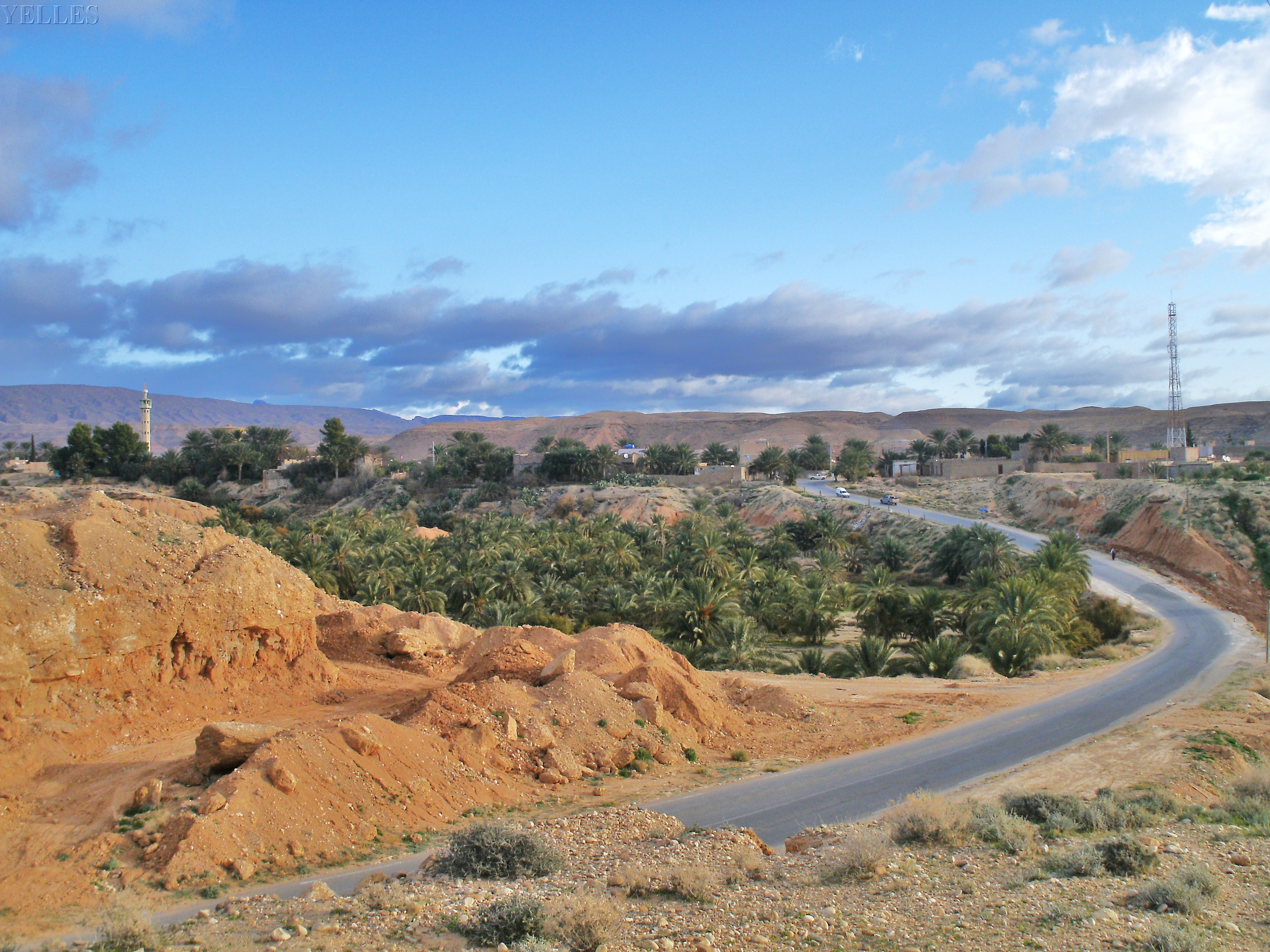
قرية بانيان

منذ الأزل كانت بسكرة همزة وصل بين الشمال والجنوب ومعبراً سياحيا جد هام، إذ باتت تزخر بموقع إستراتيجي تألقت فيه ثرواتها ومؤهلاتها.بسكرة تلك نجمة الساطعة في أفق الصحراء الشاسعة عروس تحلت بجواهر الزيبان، بوابة الأجيال والأفكار، مسلك لأهم مناطق الجنوب، من هنا نشأ المفكرون ومن هنا دأت العبقريات وتجلت في طبيعتها قدرة الخالق
الموقع الجغرافي للمنطقة: (بوابة الصحراء الجزائرية أو منطقة الزيبان).
- تعتبر من أهم الواحات الكبرى في الجزائر، تمتد على مساحة تصل إلى 05 كلم2، تحوي مناطق فلاحية تقدر تقريبا بـ 1300 هكتار، ثروة غابية بها أكثر من 4.500.000 نخلة والعديد من الأشجار المثمرة.
- إنتاجها الوفير للتمور ذات الجودة العالية وبجميع أنواعها، منها «دقلة نور» التي تنتشر في برج بن عزوز ولغروس المشهورة عالميا.
- المنابع المعدنية الحارة الواقعة في أنحاء مختلفة من تراب الولاية، والمعروفة وطنيا، منها المستغلة (حمام الصالحين-حمام سيدي الحاج-حمام الشقة-حمام الحاجب...)، ومنها الغير مستغلة.
- المركز الديني المشهور إسلاميا والمهتم بتعاليم القرآن الكريم والشريعة الإسلامية، المقام ببلدية سيدي عقبة، هذه البلدية *

المسماة على الصحابي عقبة بن نافع والموجود ضريحه بهذه الأخيرة
- الطرق الوطنية المختلفة المرتبطة والمحيطة بالولاية، خط السكك الحديدية الرابط بين الشمال والجنوب، المطار الدولي والجامعة. وبه مصنع الكوابل ENICABمن أكبر المصانع في البلاد.
- بسكرة منطقة زراعية ومعروفة بكل أنواع الخضر وذات جودة وقيمة غذائية عالية لما لتربتها من فوائد طبيعية عديدة وكثيرة.

## المساجد الحديثة والقديمة في بسكرة
ّ* مسجد الفاتح عقبة بن نافع في دائرة سيدي عقبة
- مسجد الحسن والحسين مقابل مستشفى الحكيم سعدان من المساجد التي بنيت بعد الاستقلال.
- مسجد محمد بن عزوز البرجي ببلدية برج بن عزوز
- المسجد الكبير، بناه عبد القادر بن قانة ويوجد في وسط المدينة، كان يعرف سابقاً باسم جامع القائد
- مسجد بكار، بناه بكار وكان أحد أثرياء المدينة والمسجد يحمل اسمه أيضا، يقع في وسط المدينة.
- مسجد التيجانية في وسط المدينة وهو موجود على امتداد الشارع الذي يوجد فيه المسجد الكبير. هذا المساجد من أقدم المساجد الحديثة في المدينة. ومسجد سيدي بركات المعروف محلي. وبه العديد من المسجد الحديثة والقديمة
- مسجد السنة وهو مسجد كبير ومن أجمل المساجد في بسكرة وأكبرها مساحة
- مسجد التوبة وهو مسجد حديث له منظر جميل يعبر عن العمارة الإسلامية.
- مسجد أبو زهرة من المساجد الحديثة بالعالية.

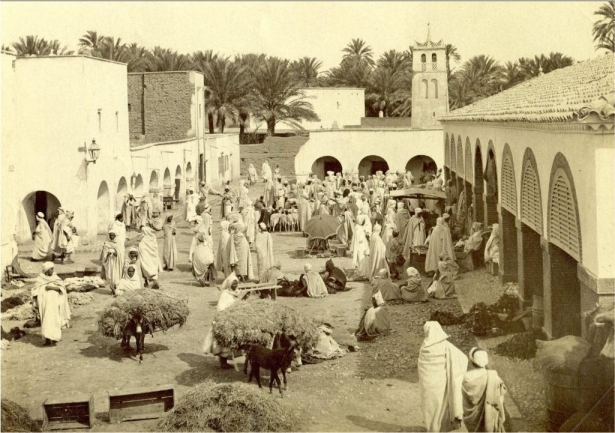
السوق الشعبي ببسكرة سنة 1895.
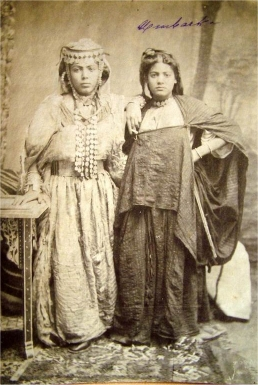
مباركة: أولاد نايل (1888).
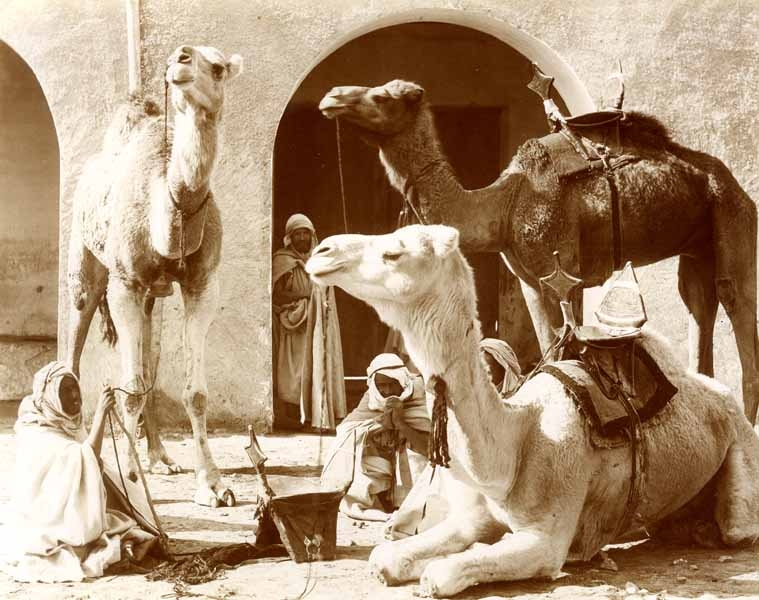

## الزوايا
- «زاوية سيدي محمد الصادق بن رمضان» ببسكرة.[6]
- «زاوية سيدي علي بن عمر» بطولقة.[7]
- «زاوية سيدي المختار بن عبد الرحمان» بأولاد جلال.[8]
- «زاوية سيدي عبد الحفيظ» بخنقة سيدي ناجي.[9]
- «زاوية سيدي الشاذلي بن عبد القادر» ببسكرة.[10]
- «زاوية سيدي رواق» بطولقة.[11]
- «زاوية أولاد سيدي حمودة» بسيدي عقبة.[12]
- «الزاوية التيجانية» ببسكرة.[13]
- «زاوية سيدي الصادق بن الحاج» بالمزيرعة.[14]
- «زاوية سيدي أحمد بن رميلة» بالشعيبة.[15]
- «زاوية سيدي محمد موسى» بالحوش.[16]
- «زاوية سيدي محمد لخضر» ببسكرة.[17]
- «زاوية سيدي الحاج عبد القادر» بطولقة.
- «زاوية سيدي عقبة» بسيدي عقبة.[18]
- «الزاوية العزوزية» ببسكرة.[19]

## وصلة
أجمل الأماكن وأروعها في بسكرة منطقة مشونش والقنطرة وهي من أجمل الأماكن معترف بها في السياحة العالمية هناك الجبال العالية والنخيل هناك باسقات لها طلع نضيد وخاصة الجسر الروماني ما زال حتى اليوم وكذلك من المناطق الجميلة منطقة طولقة وبلدية الدوسن التي يوجد فيها أجود التمور تلك التمور الذهبية لها طعم ومذاق لا يوجد في أي مكان إلا في هتين المنطقتين وطولقة تعتبر مدينة ثانية للبسكرة وهي بلدة العالم الشيخ محمد حسين الخضر وكذلك قرية فوغالة المتميزة بواحات النخيل وهي جنة من جنات الأرض
وأكبر بلدية في ولاية بسكرة وأشهرها هي مدينة سيدي خالد التي هي قرب مدينة أولاد جلال وهي مدينة سياحية وتاريخية اثرية تحتوي على آثار قديمة زوروها وسترون الجمال الباهر مع طيبة أهلها وكرمهم الواسع وبها مسجد الشيخ الصالح خالد بن سنان وهو من المساجد القديمة في المنطقة.

## قطاع الصناعة
تعرف الولاية نسيج صناعي متنوع يتشكل من سبعة (07) مؤسسات في القطاع العام وستون (60) مؤسسة في القطاع الخاص بالإضافة إلي ستة وعشرون (26) منجم مستغل، حيث يمس قطاع الصناعة مجموعة من المنتجات أهمها صناعة موارد البناء، الصناعات الغذائية، الدقيق، الطرز والنسيج، الصناعات التقليدية، الخشب، الورق والطباعة.

## قطاع الفلاحة
عرف قطاع الفلاحة علي مستوي ولاية بسكرة نمو لا يمكن تجاهله، حيث مانسبتة 77 % من مجمل تراب الولاية يصنف كأراضي فلاحيه بمساحة تقدرها بـ 1652751 هكتار، تتميز ولاية بسكرة بطابعها الرعوي والفلاحي هذا ما أهلها لتحقيق معدلات إنتاجية تتجاوز بكثير الحد الأدنى المحدد من قبل وزارة الفلاحة والمصالح الفلاحية للولاية فيما يتعلق بإنتاج التمور، الخضراوات، الحمضيات، الحبوب، واللحوم بنوعيها الحمراء والبيضاء، أن فرص الاستثمار في مجال الفلاحة علي مستوي الولاية تكمن أساسا في زراعة النخيل والتي تتركز على مستوى دائرة طولقة، فوغالة واورلال أما بقية الدوائر فتتخصص في المحاصيل المبكرة للخضر، ومما يعزز هذه الفرص الاستثمارية على مستوي الولاية توفرها على مساحات زراعية شاسعة ذات تربة حصبة وغنية وبتطوير وتحديث أنظمة الإنتاج فان هذا يساعد على الرفع من مردودية المنتجات الفلاحية المبكرة والعضوية «الطبيعية» المطلوبة على مستوي المحلي وللتصدير.
إن ولاية بسكرة تمتلك عبر تاريخها معدلات مردودية جد عالية في مجال زراعة الحبوب حيث لا تضاهيها جهة أخرى في حوض البحر الأبيض المتوسط وذلك بسبب مناخها وتربتها الرملية التي تمكنها من تحقيق محصولين خلال السنة الواحدة.

## نواب ولاية بسكرة في المجلس الشعبي الوطني
يبلغ عدد النواب في المجلس الشعبي الوطني عن ولاية بسكرة 9 نواب خلال الدورة التشريعية 2017م-2022م التي انطلقت بعد 4 ماي 2017م.
التوزع الجنسي لنواب البرلمان عن ولاية بسكرة (2017م-2022م)
يتوزع نواب البرلمان عن ولاية بسكرة في الدورة التشريعية 2017م-2022م وفق الجنس حسب النسب التالية:
1. النواب النساء: 2 (22.22 %).
2. النواب الرجال: 7 (77.78 %).

### التوزيع الحزبي
الانتماء الحزبي لنواب البرلمان عن ولاية بسكرة (2017م-2022م)
يتوزع نواب البرلمان عن ولاية بسكرة في الدورة التشريعية 2017م-2022م حسب عدة قوائم حزبية:
1. حركة مجتمع السلم: 1 نائب (11.11 %).
2. التجمع الوطني الديمقراطي: 2 نواب (22.22 %).
3. جبهة التحرير الوطني: 2 نواب (22.22 %).
4. الاتحاد من أجل النهضة والعدالة والبناء: 1 نائب (11.11 %).
5. جبهة المستقبل: 1 نائب (11.11 %).
6. حزب الكرامة: 1 نائب (11.11 %).
7. الأحرار: 1 نائب (11.11 %).

### القائمة الاسمية للنواب خلال العهدة التشريعية 2017م-2022م
1. هدى طلحة (التجمع الوطني الديمقراطي).[22]
2. وسيلة الطيب (جبهة التحرير الوطني).[23]
3. عمار موسي (حركة مجتمع السلم).[24]
4. زين العابدين ديديش (جبهة المستقبل).[25]
5. إبراهيم ساعو (الأحرار).
6. لخضر سيدي عثمان (التجمع الوطني الديمقراطي).[22]
7. محمد جلاب (جبهة التحرير الوطني).[23]
8. مسعود عمراوي (الاتحاد من أجل النهضة والعدالة والبناء).
9. الحاج لعروسي كريد (حزب الكرامة).

## أعلام بسكرة قديما وحديثا
أنجبت ولاية بسكرة عبر العصور فطاحل أدب وشعر وعلماء أجلاء، نذكر منهم الشيخ الأخضري صاحب المنظومة الشهيرة المرجعية الشهيرة في سجود السهو، والشيخ الطيب العقبي العالم الشاعر الفقيه العضو البارز بـجمعية العلماء المسلمين الجزائريين والشيخ أحمد سحنون المولود بقرية لشانة والشاعر أبو بكر بن رحمون، والكاتب والمسرحي الكبير أحمد رضا حوحو.
ومن الأعلام المعاصرين نذكر الشاعرين عمر البرناوي الذي أشرف لزمن طويلا على اتحاد الكتاب الجزائريينوأبو القاسم خمار الذي كان بدوره عضوا بارزا في نفس الاتحاد، وأما عن الشعراء الشباب فمنهم (خيزار ميلود) والإعلامي التلفزيوني المعروف سليمان بخليلي والعقيد أحمد بن عبد الررزاق حمودة الملقب بـسي الحواس الذي عضوا بارزا بـالثورة الجزائرية وقد كان عضوا مؤسسا لها ومن (جماعة 22) أسس الثورة وقائدا لناحية عسكرية والعقيد علي ملاح وغيرهم. استقطبت هذه المدينة التاريخية اهتمام ومحبة كل الزوار الذين حلوا بها وعاشوا تحت سمائها، شعراء، فنانون، أدباء، قناصون، رياضيون ومؤرخــون. وجدوا كلهم في هذه البلاد الجميلة أحلامهم، إلهامهم وذكرياتهم فكتبوا وكتبوا عنها دون ملل، كتب عنها المؤرخ الكبير ابن خلدون والأديب الفرنسي اندريه جيد وغيرهم. والعالم الجليل أبو بكر جابر الجزائري إمام الحرم المكي ومفتي به وينحدر أصله من بلدية ليوة والعقيد شعباني الملقب بثعلب الصحراء.

## الرياضة
- إتحاد بسكرة
- ملعب 18 فيفري

## معرض الصور

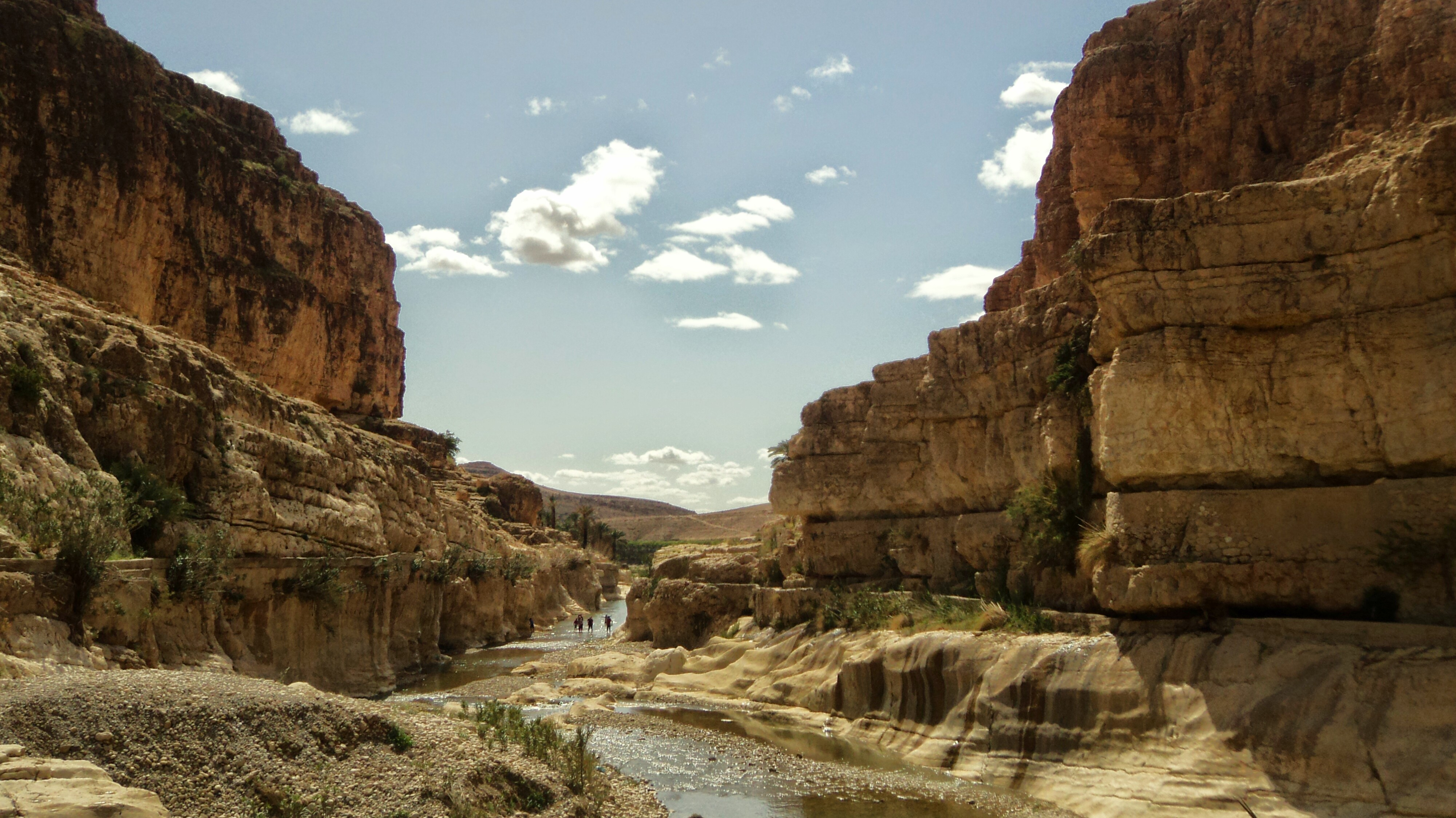
منطقة مشونش ولاية بسكرة
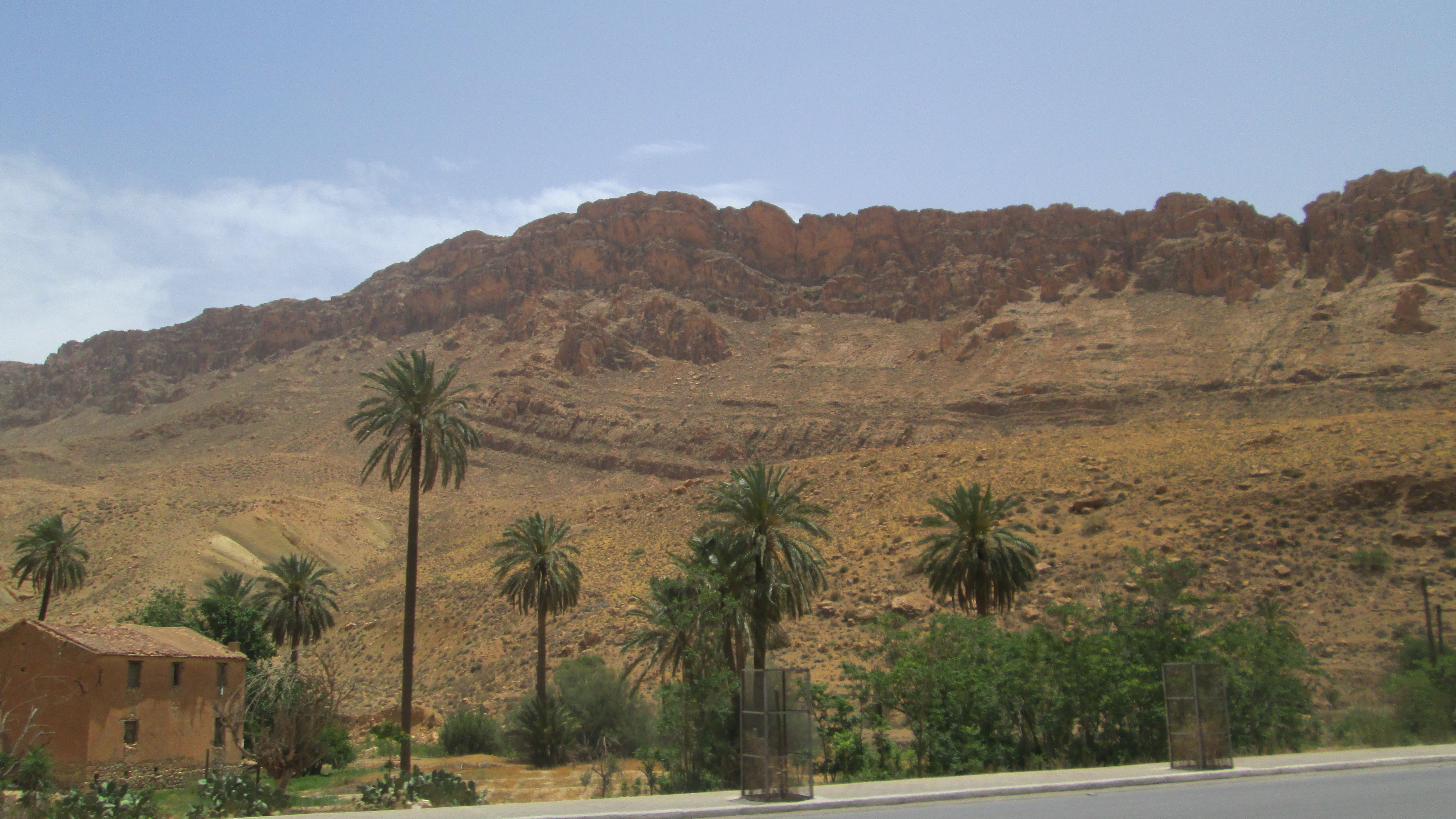
نخيل دقلة نور
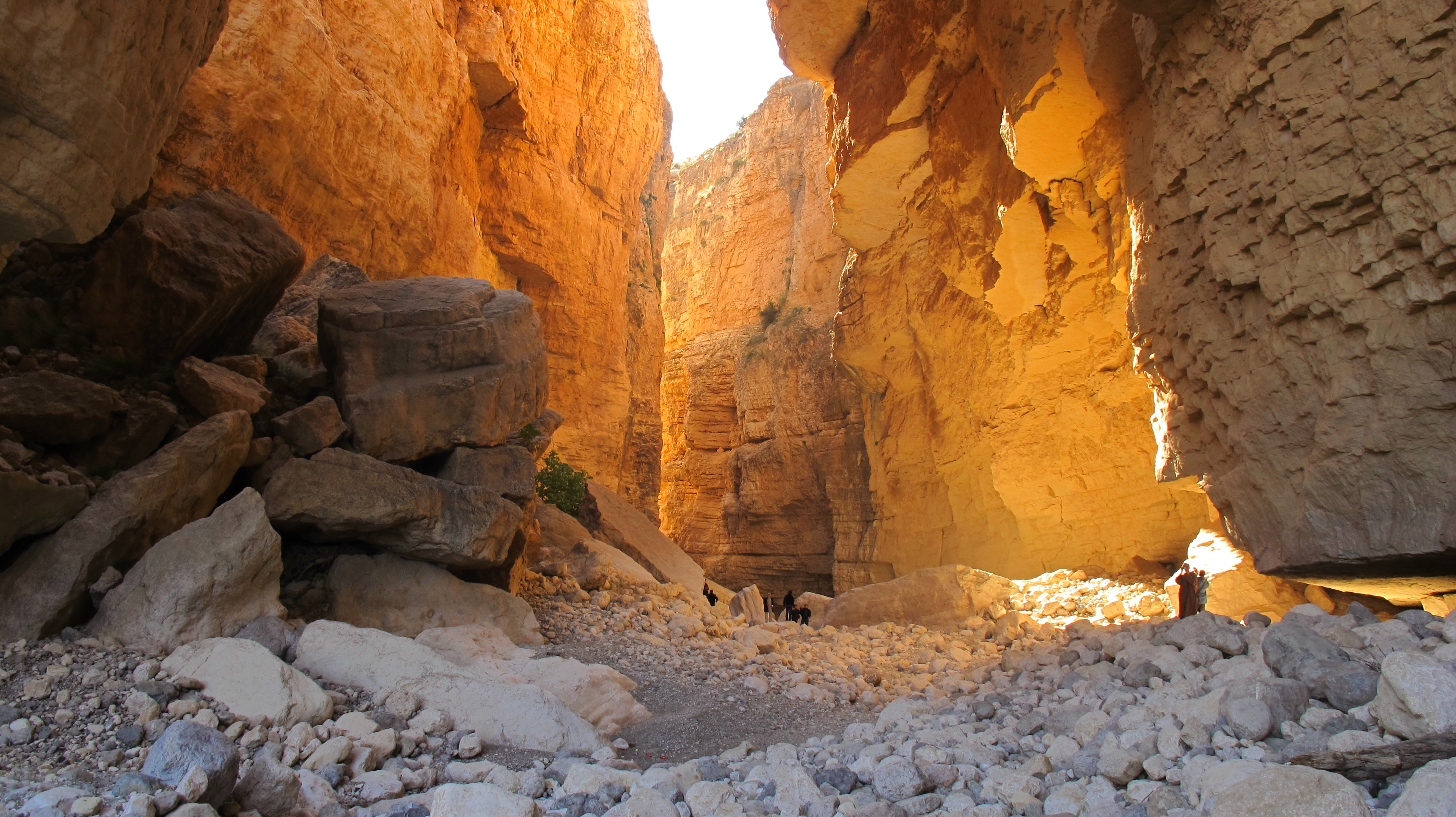
جبال زريبا بسكرة
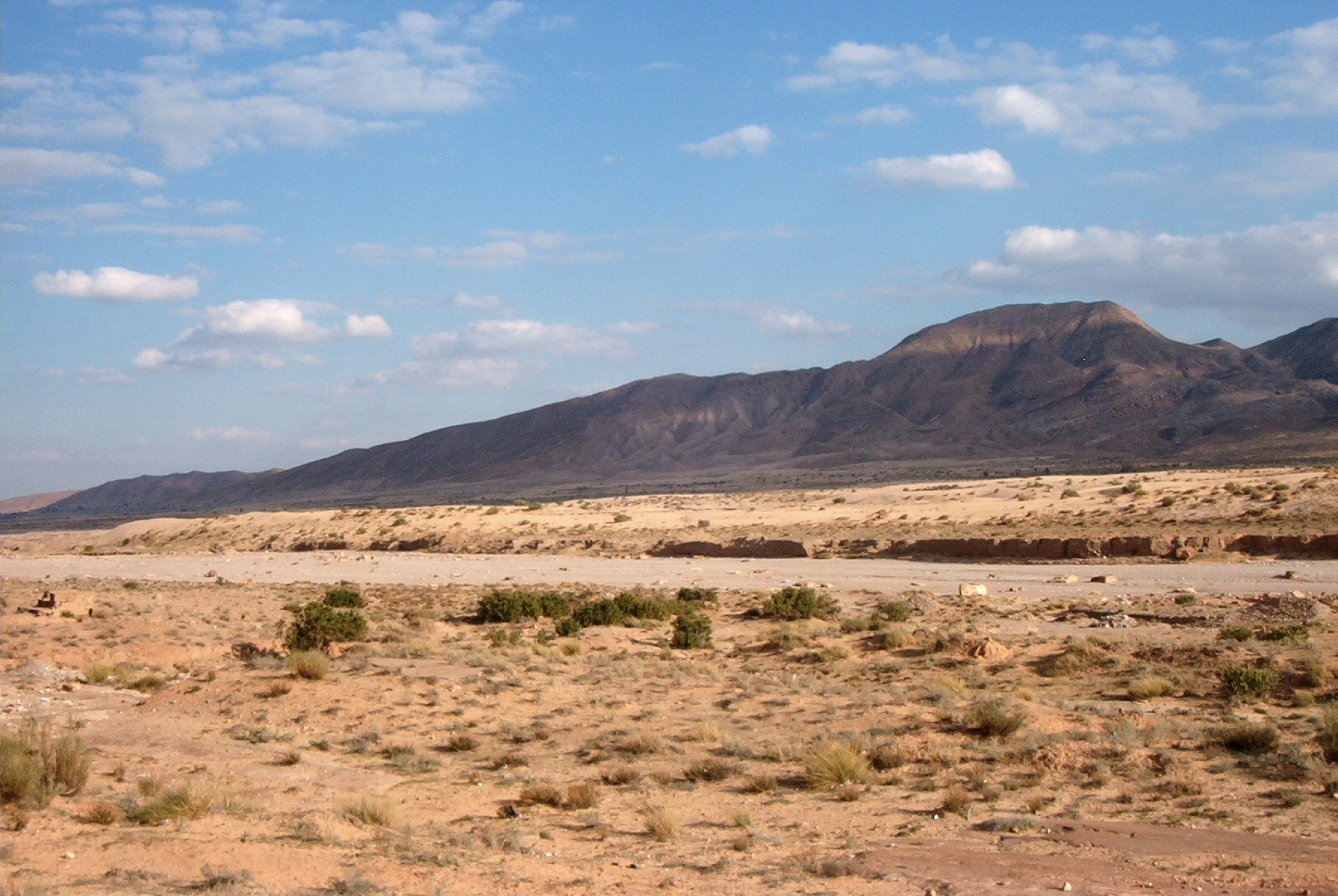
زابار بسكرة
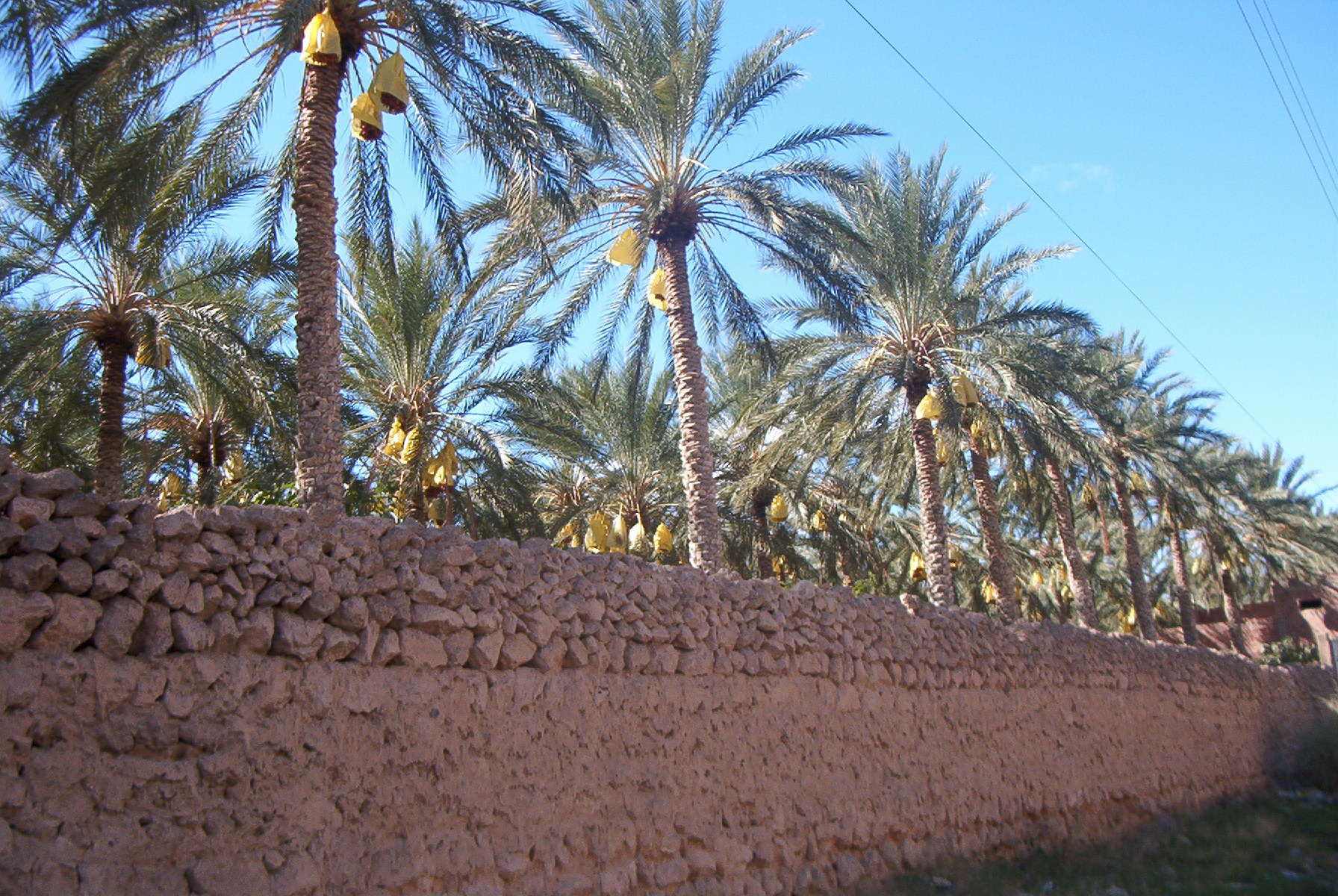
نخيل دقلة نور بطولقة.
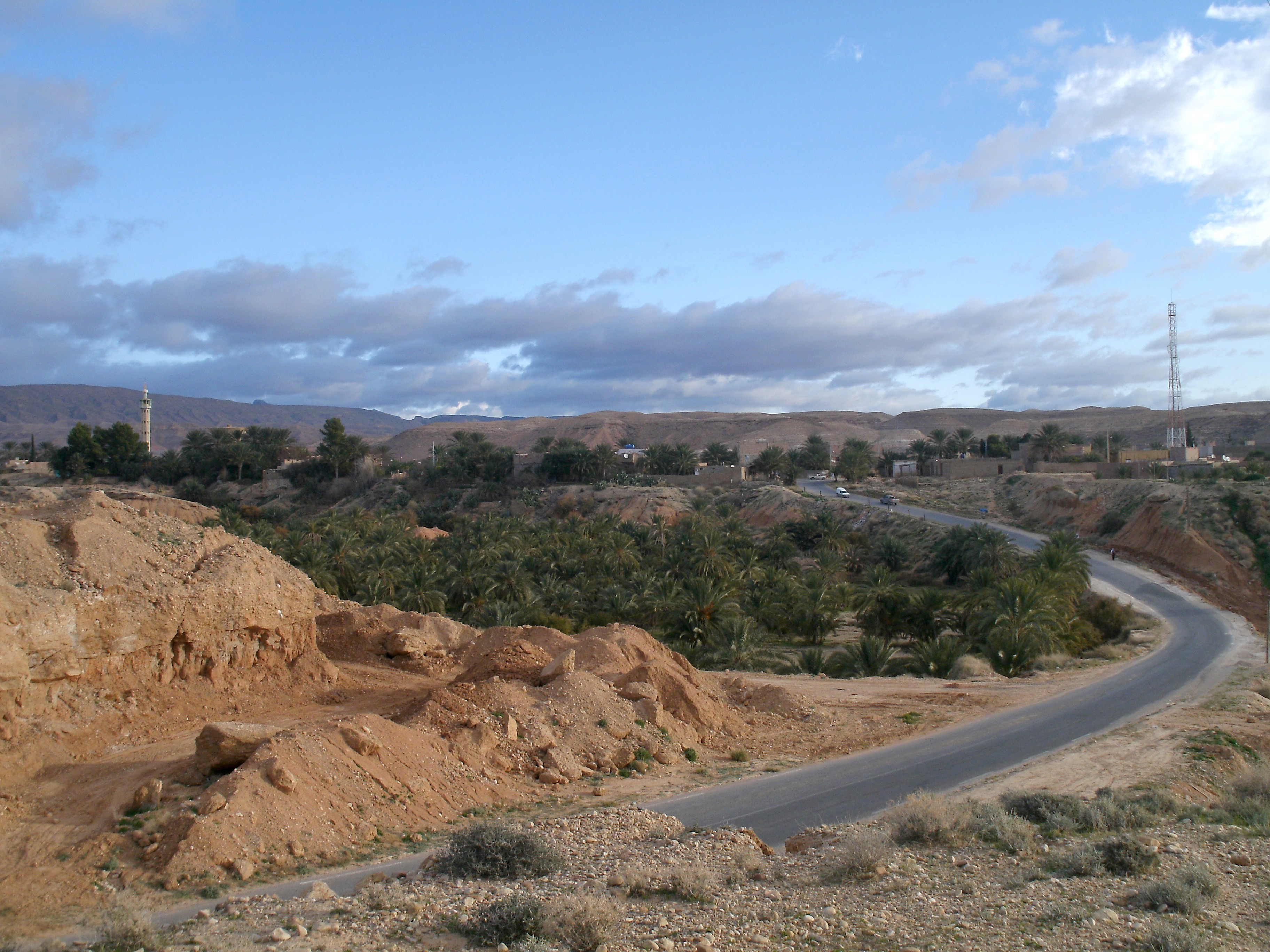
مدخل قرية بانيان.
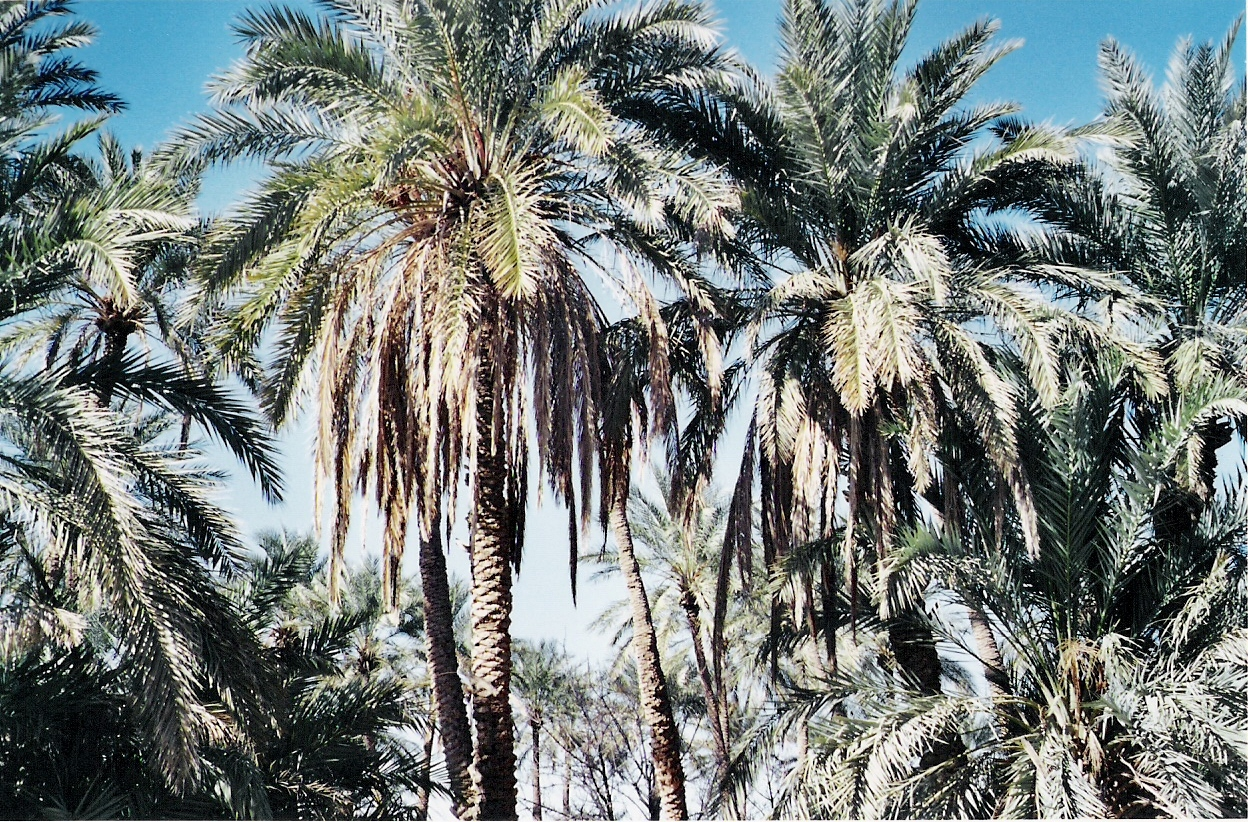
واحة فلياش ببلدية بسكرة.
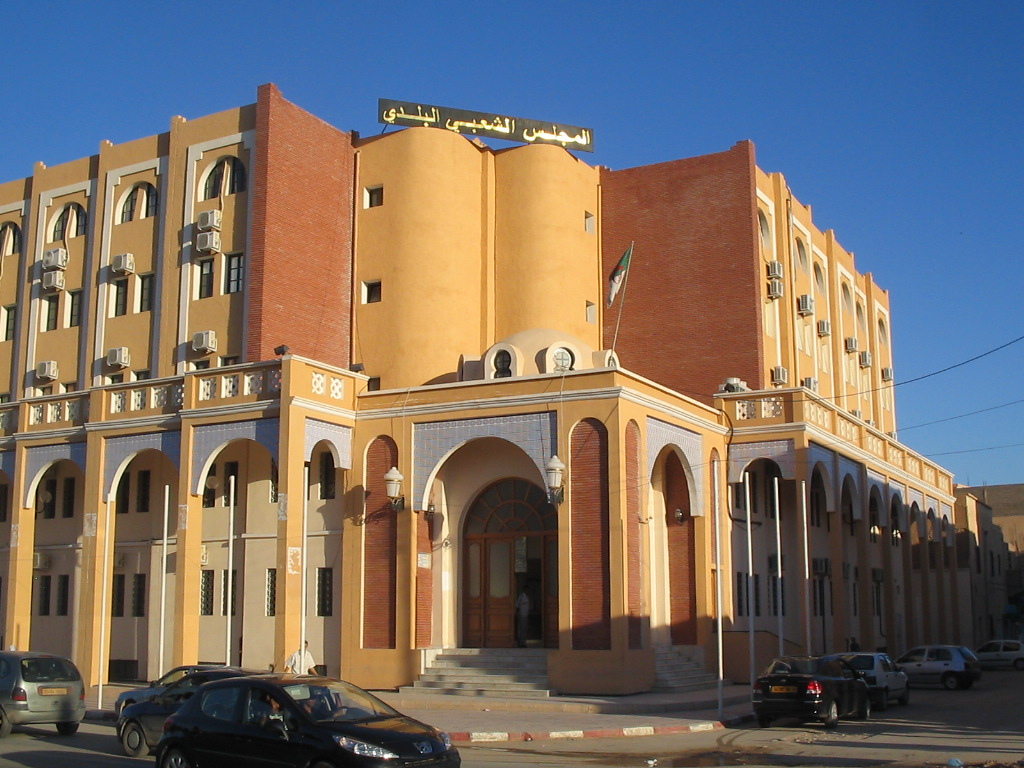
مقر بلدية بسكرة.
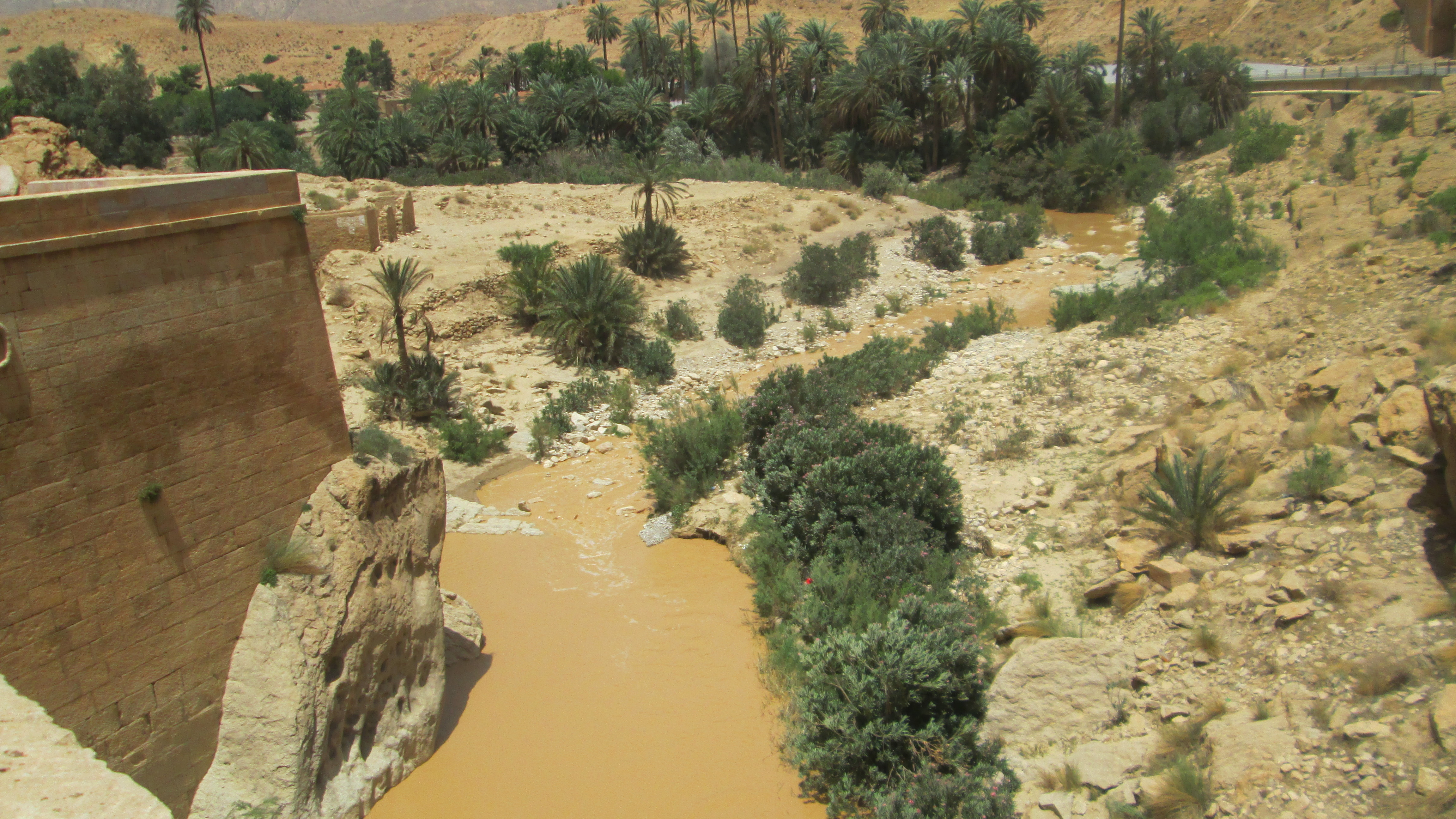
أودية ولاية بسكرة
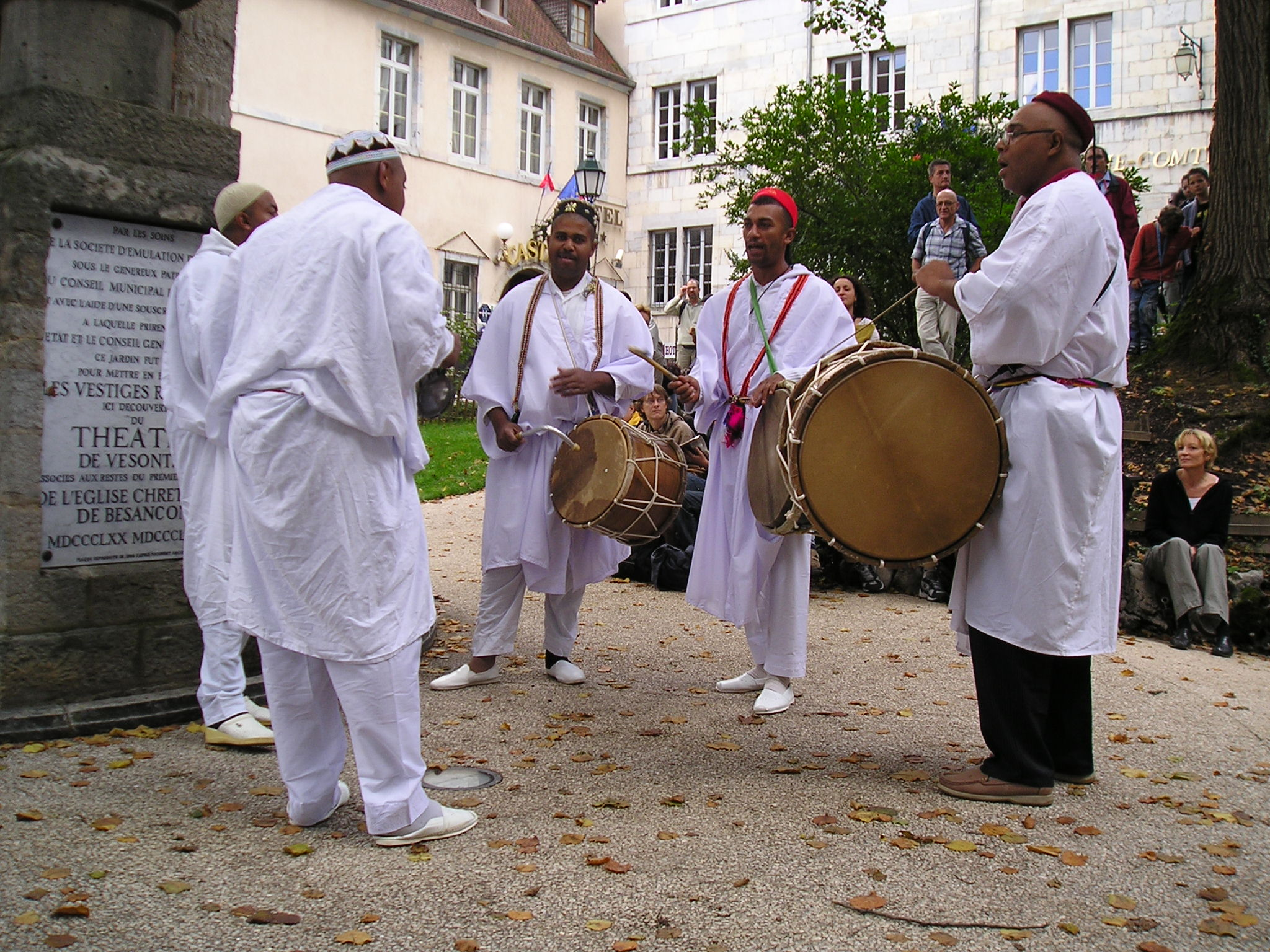
فرقة الموسيقى بسكرة
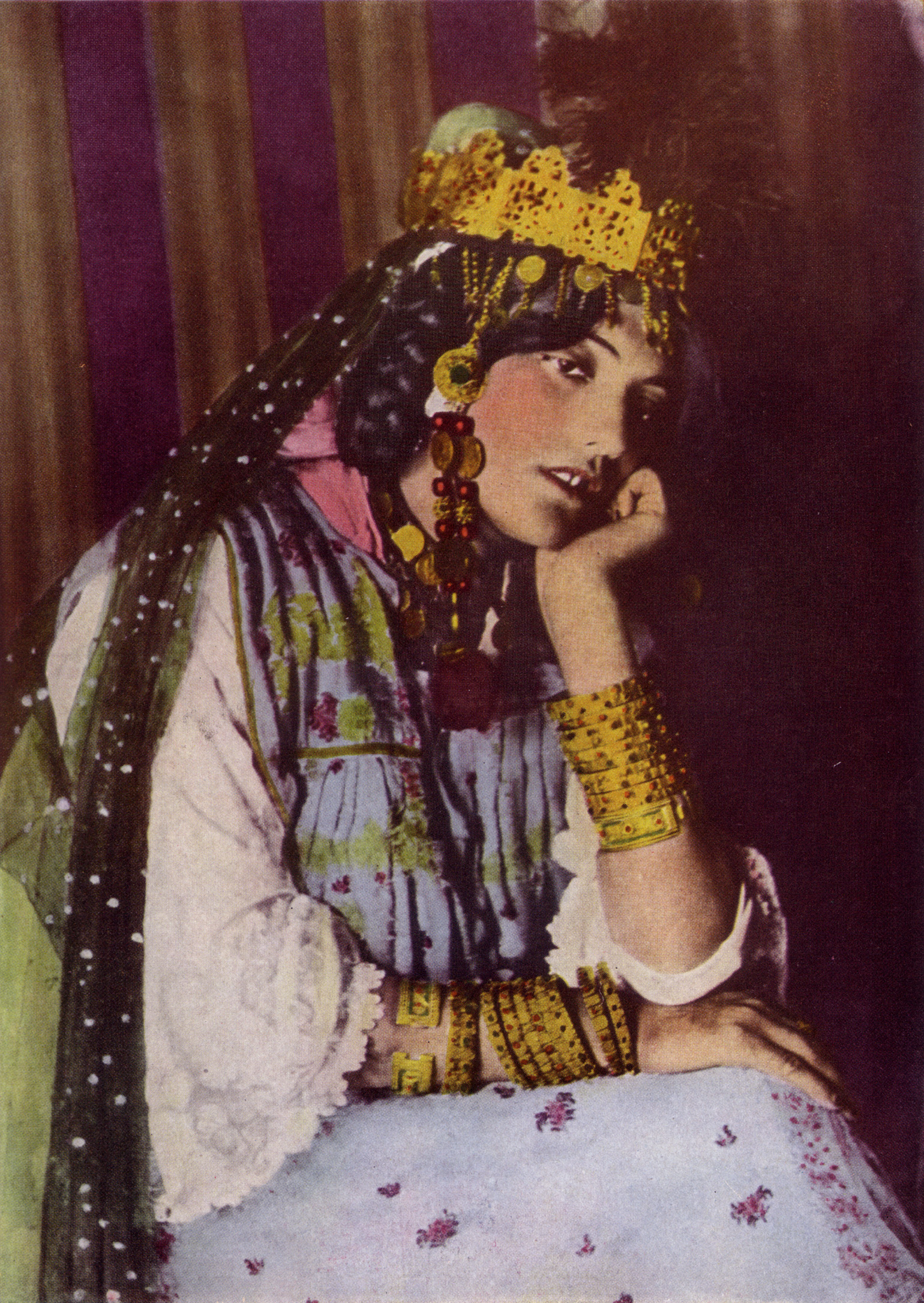
المرأة البسكرية
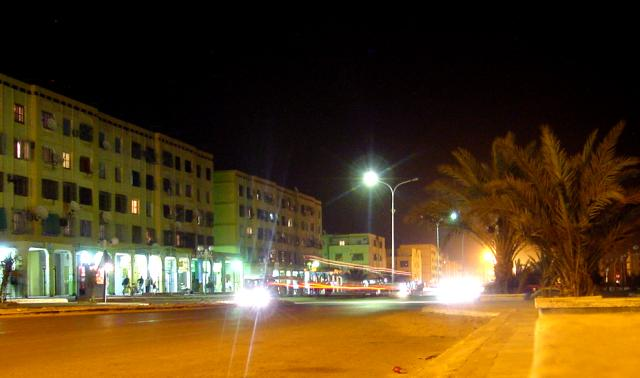
بسكرة
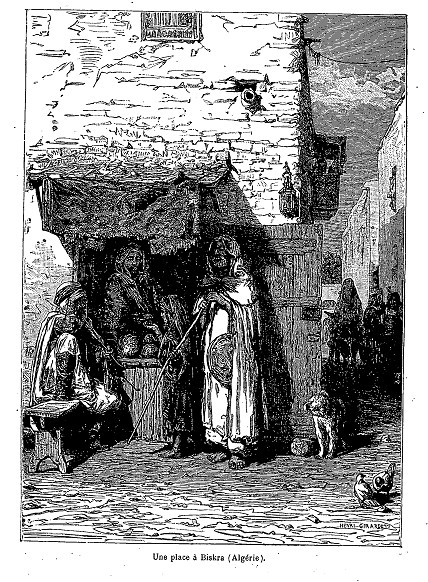
بسكرة

## وصلات خارجية
- الموقع الرسمي لولاية بسكرة
- الموقع الرسمي لبلدية بسكرة
- إذاعة بسكرة الجهوية
- مجلس قضاء ولاية بسكرة
- موقع مديريه التربية لولاية بسكرة
- مديرية التجارة لولاية بسكرة
- مديرية الصناعة لولاية بسكرة
- مديرية الخدمات الجامعية لولاية بسكرة
- خبار بلادي: بسكرة
- منتديات بسكرة
- شبكة ومنتديات بسكرة
- بوابة الصحراء
- موقع سيدي خالد
- الزيبان